# Robert Scott (grecista)
Robert Scott (Blondeigh, 26 gennaio 1811 – Rochester, 2 dicembre 1887) è stato un grecista inglese.
È ricordato per aver pubblicato, nel 1843, in collaborazione col filologo Henry Liddell, il pregevole A Greek-English Lexicon.